# Babóthy Ferenc (pap)
Babóthy Ferenc (Nagyszombat, 1587 körül – Nagyszombat, 1632) kanonok.

## Élete
1601. szeptember 10-én a nagyszombati kisszeminárium növendéke lett, 1607 és 1611 között Bécsben végezte teológiai tanulmányait. 1611. március 25-én pappá szentelték, ezután május 2-ától Gután és 1612. június 27-étől Vágszerdahelyen lett plébános, 1614. április 14-étől pozsonyi kanonok, 1623. szeptember 10-étől siklósi apát. 1624. február 7-étől esztergomi kanonok. 1625 márciusától a nagyszombati szeminárium rektora, 1631-től főesperes volt.

## Művei
- Liber ruber címmel megírta a korát megelőző esztergomi érsekek és kanonokok életrajzát. Műve kéziratban maradt.